# Linia kolejowa Riesa – Nossen
Linia kolejowa Riesa – Nossen – regionalna linia kolejowa w Niemczech, w kraju związkowym Saksonia. Biegnie z Riesa przez Lommatzsch do Nossen. 